# 藤枝亮平
藤枝 亮平（ふじえだ りょうへい）は日本の作曲家。ゲームミュージックの作曲および、効果音制作を担当。アクリア所属。

## 主な作品
ゲーム
- ときめきメモリアル Girl's Side 1st Love
- ときめきメモリアル Girl's Side Premium 3rd Story
- とんがりボウシと魔法の365にち
- とんがりボウシと魔法のお店
- 君に届け 〜育てる想い〜
- 君に届け 〜伝えるキモチ〜
- GUILD02 怪獣が出る金曜日
- 黒子のバスケ 勝利へのキセキ
- 黒子のバスケ 未来へのキズナ
- 黒子のバスケ キセキの試合
- ギャラリーフェイク
- メタルギアソリッド バンドデシネ
- ぼくのなつやすみポータブル ムシムシ博士とてっぺん山の秘密!!
- ぼくのなつやすみ4 瀬戸内少年探偵団「ボクと秘密の地図」
- ぼくのなつやすみポータブル2ナゾナゾ姉妹と沈没船の秘密!
- ソードアート・オンライン -インフィニティ・モーメント-
- ソードアート・オンライン -ホロウ・フラグメント-
- ソードアート・オンライン -ホロウ・リアリゼーション-
- Caligula -カリギュラ-
- 魔法先生ネギま! 1時間目 お子ちゃま先生は魔法使い!
- 魔法先生ネギま! 2時間目 戦う乙女たち! 麻帆良大運動会SP!
- 涼宮ハルヒの戸惑
- グランクレスト戦記

## 関連記事
- ゲーム音楽の作曲家一覧